# فرودگاه شهری گاتسویل
فرودگاه شهری گاتسویل (به انگلیسی: Gatesville Municipal Airport) (به زبان بومی: (formerly City-County Airport)) یک فرودگاه همگانی بهره‌برداری هوایی است که یک باند فرود آسفالت دارد و طول باند آن ۱۰۳۶ متر است. این فرودگاه در کشور ایالات متحده آمریکا قرار دارد و در ارتفاع ۲۷۶ متری از سطح دریا واقع شده‌است.